# Jaden Malu
Jaden Sydney Malu (Bonn, 22 januari 2002) is een Belgisch-Duits basketballer.

## Carrière
Malu speelde in de jeugd van Ehingen Urspring tot in 2021. In 2021 maakte hij de overstap naar Liège Basket waar hij tot aan het einde van het seizoen 2023/24 bleef. Hij speelde vaak voor de tweede ploeg van de club maar maakte ook zijn debuut in de hoogste klasse. In de zomer van 2024 tekende hij bij de Spaanse vierdeklasser AD Bosco Ourense maar verliet de club in december 2024.